# Myrcia multiflora
Myrcia multiflora là một loài thực vật có hoa trong Họ Đào kim nương. Loài này được (Lam.) DC. mô tả khoa học đầu tiên năm 1828.